# Lalique (Unternehmen)

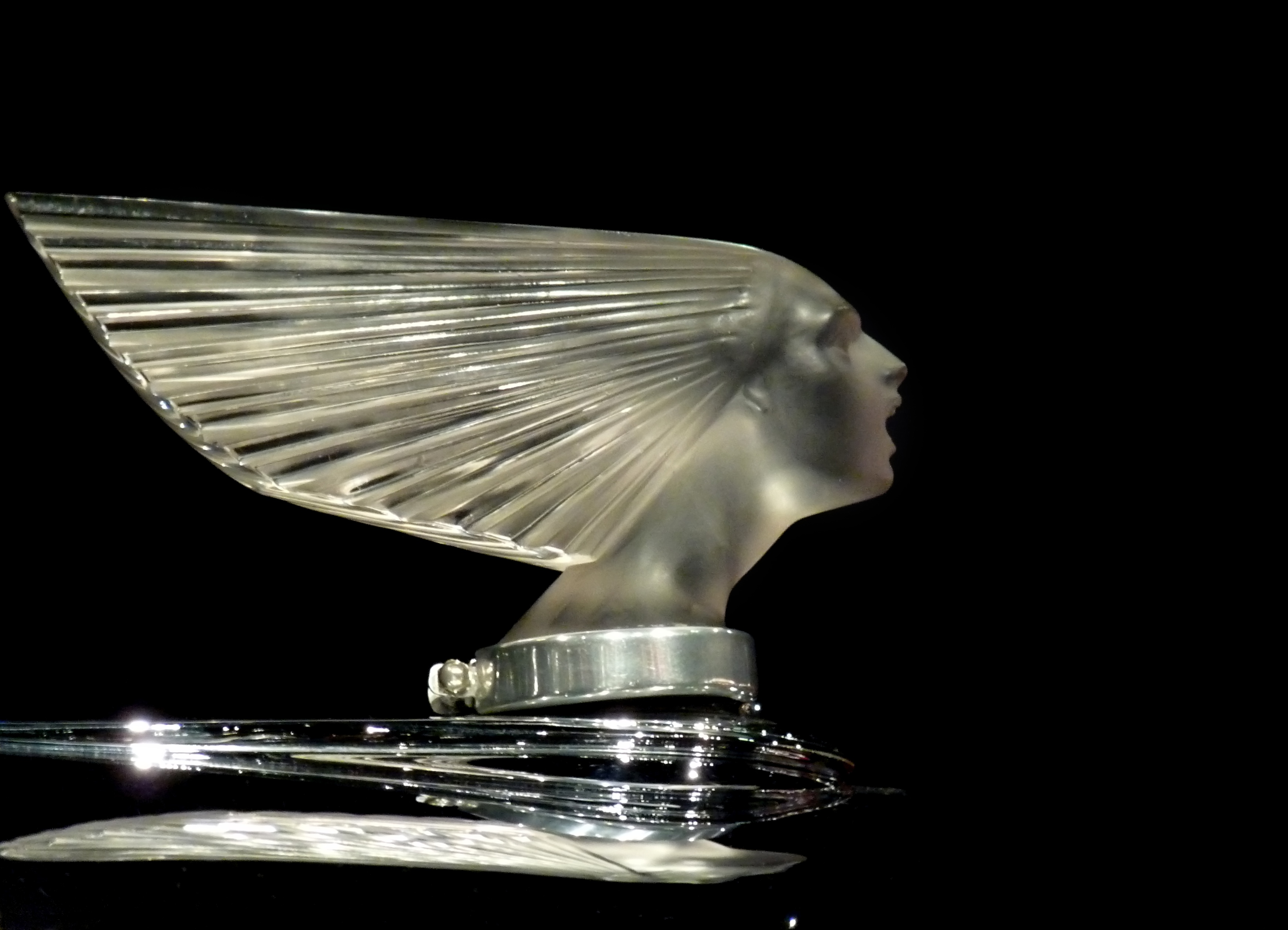
Kühlerfigur „Spirit of the Wind“

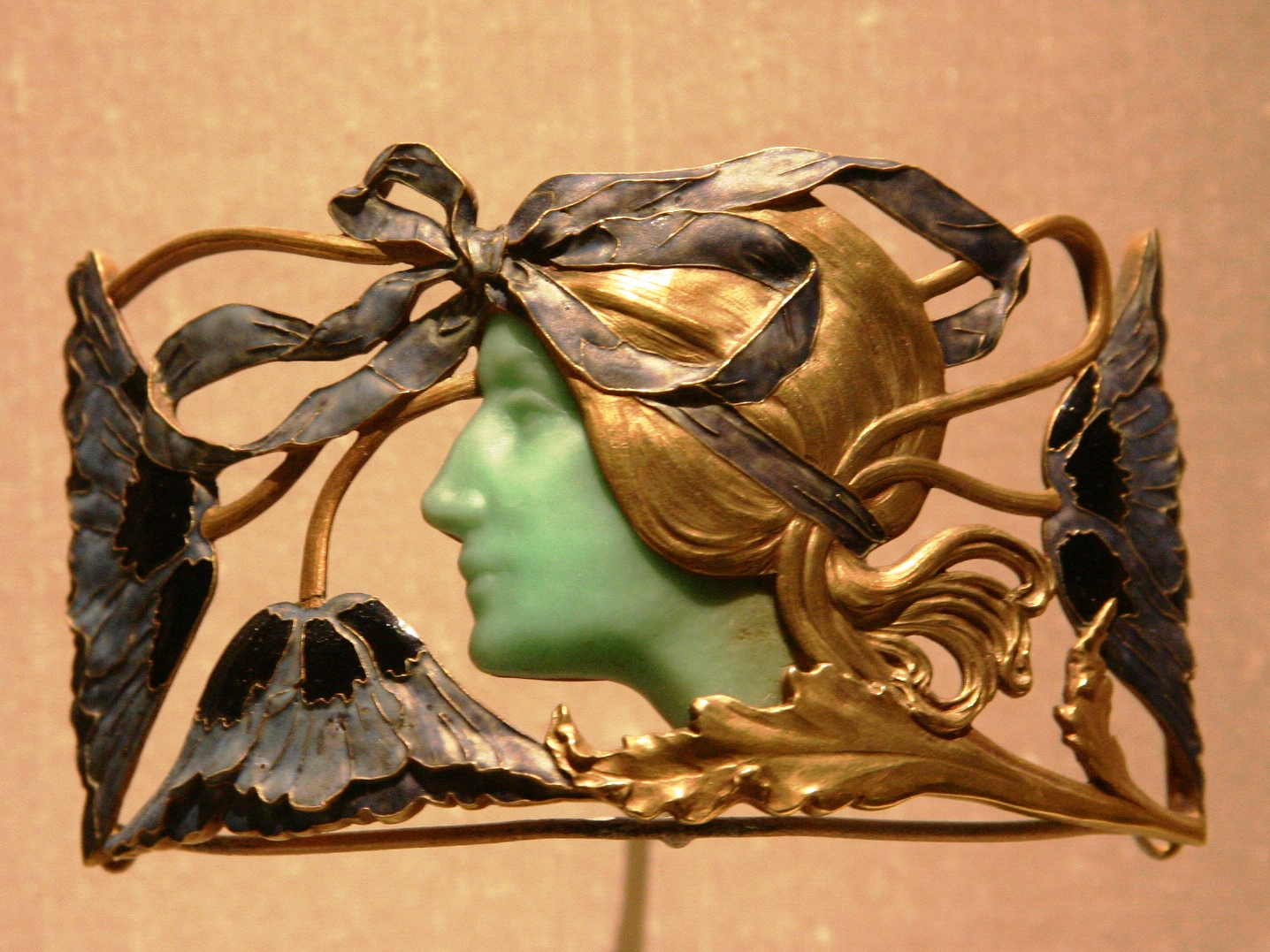
Frauenkopf-Brosche

Lalique S. A. mit Sitz in Paris ist ein französisches Luxusgüterunternehmen, das Schmuck, Parfüm und Glasobjekte herstellt. Es wurde 1888 vom französischen Glaskünstler René Lalique begründet. Weltbekannt wurde Lalique durch seine Jugendstil- und Art-déco-Schmuckkreationen, Parfumflakons aus Kristallglas und Glasskulpturen.
Nach dem Tod des Firmengründers setzten seine Erben die Tradition der Gestaltung von Kunstobjekten aus Glas weiter fort. Der Schwerpunkt wurde von der Herstellung von Schmuck und Parfümflakons auf die Gestaltung von großdimensionalen Kunstobjekten aus Glas und Kristall sowie Dekorationsobjekte verlegt. Heute ist die Firma Lalique in der Herstellung von Schmuck, Designobjekten, hochpreisigen limitierten Kunstobjekten, der Gastronomie, Hotellerie sowie der Kreation von Parfüm, die zum Teil in exklusiven Flakons der Firma angeboten werden, tätig.

## Geschichte

### Anfänge der Firma Lalique
Die Anfänge der Firma Lalique gehen auf den Schmuckdesigner und Glaskünstler René Lalique zurück, der seit 1882 Schmuck zunächst für verschiedene Pariser Juweliere wie Cartier und Boucheron entwarf. Im Jahr 1886 eröffnete er ein eigenes Atelier an der Place Gaillon und fertigte avantgardistischen Schmuck als Kombinationen aus verschiedensten Materialien, wie Edelmetallen, Glas, Edelsteinen, Emaille, Horn und Elfenbein an. Neben klassischen Schmuckstücken sind aus dieser Zeit auch Entwürfe von Lorgnetten, Haarkämmen und exklusiven Diademen überliefert.
Zu seinen Kunden zählten vor allem Künstlerinnen wie die Schauspielerin Sarah Bernhardt oder der Unternehmer Calouste Gulbenkian. Die Weltausstellung in Paris im Jahr 1900 bildete den Höhepunkt seiner Karriere als Schmuckdesigner. Jugendstil-Schmuck in der Art von Lalique wurde jetzt als Massenware hergestellt und René Lalique wandte sich neuen Betätigungsfeldern zu.

### Erste Glasarbeiten

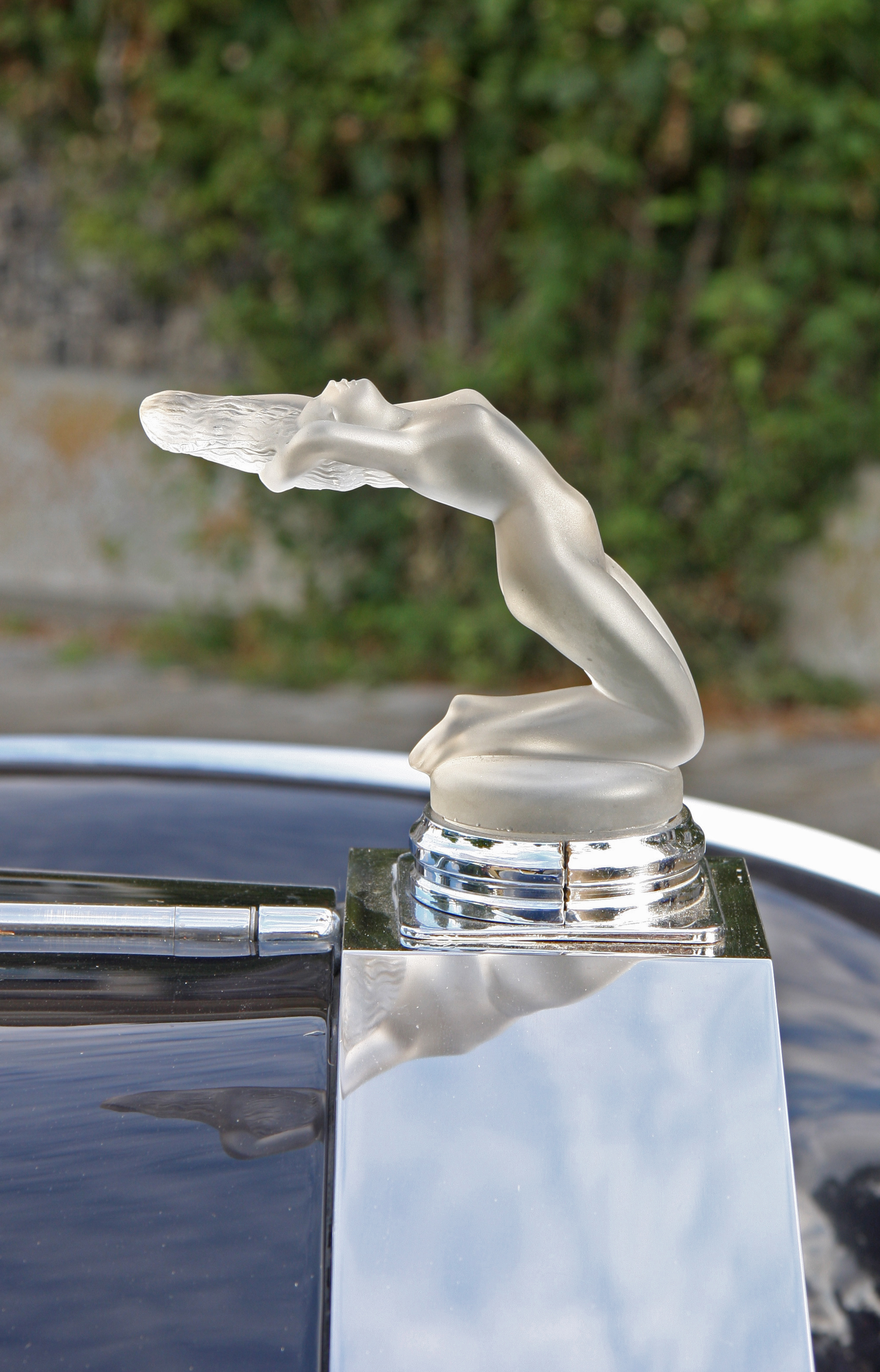
Kühlergrill Rolls-Royce Silver Wraith „Perspex Roof“ 1956

Bereits in der frühen Schaffensperiode experimentierte René Lalique mit Glas. Im Jahr 1891 erfand er eine Technik, um Pâte de verre, eine Glaspaste herzustellen.
Für sein Haus, das Hôtel Lalique am Cour de la Reine (heute Cour Albert I.), fertigte Lalique 1902/1903 dem Stil der Jugendstilarchitektur folgend Glasscheiben mit floralen Mustern an. René Lalique nutzte das Objekt als Wohnhaus, Atelier und Ausstellungsraum seiner Firma. Im Jahr 1905 eröffnete er eine neue Boutique an der Place Vendôme, in unmittelbarer Nachbarschaft des Hôtel Ritz. Neben Schmuckkreationen wurden auch Glasobjekte angeboten, die in einem kleinen Atelier in Clairefontaine-en-Yvelines hergestellt wurden.
Im Jahr 1908 lernte Lalique den Parfümeur François Coty kennen und begann für seine Düfte ausgefallene Flakons zu entwerfen. Er arbeitete mit Roger & Gallet, D’Orsay und Lucien Lelong zusammen und trug mit seinen luxuriösen Glasgefäßen dazu bei, den Weltruf für französisches Parfüm zu begründen.
Sein Interesse am Entwerfen von Schmuck ließ in dieser Zeit nach und er konzentrierte sich in den nächsten Jahren auf die Herstellung von luxuriösen Glaswaren. Gleichzeitig entwickelte er Techniken, um einige seiner Entwürfe auch in einer Massenproduktion fertigen zu können.
Im Jahr 1909 wurde von Lalique eine Glashütte in Combs-la-Ville gepachtet, die seine Entwürfe produzierte. Durch seine Zuwendung zu Pressglas- und Formglasobjekten, die auch in größeren Stückzahlen hergestellt wurden, konnte die kleine Glashütte den steigenden Bedarf bald nicht mehr decken.
1915 erhielt Lalique ein Patent für eine spezielle Glassgußtechnik für Formglas, das Wachsausschmelzverfahren, das ihm gestattete, Editionen von massenhaft produzierten Gussformen zu erstellen.

### Glashütte Verrerie d’Alsace in Wingen-sur-Moder

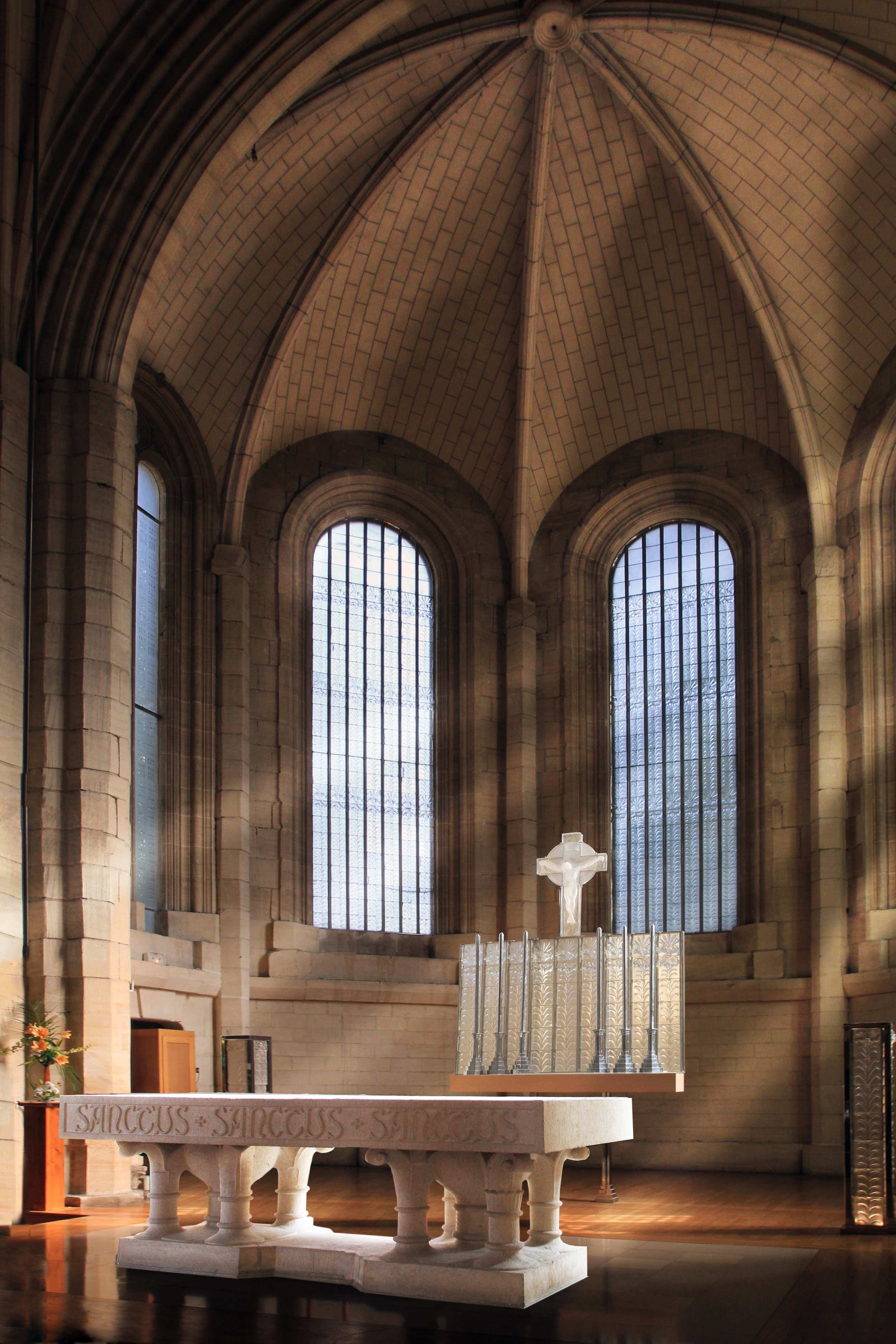
Lalique-Kapelle

Im Jahr 1921 eröffnete Lalique in der elsässischen Glasmacherstadt Wingen-sur-Moder die Glashütte Verriere d’Alsace. Die Standortsuche gestaltete sich zunächst schwierig, nachdem die Glashütten von Meisenthal und Saint-Louis Lalique Absagen erteilt hatten. Begünstigt durch staatlichen Wirtschaftsförderungsmaßnahmen für Elsaß-Lothringen nach dem Ersten Weltkrieg sowie der Fürsprache von Präsident Alexandre Millerand entschied sich Lalique für Wingen-sur-Moder. In der Gegend, wo traditionell viele Glashütten ansässig waren, fand er auch gut ausgebildete Fachkräfte und Glasbläser.
Rénes Tochter Suzanne engagierte sich ebenfalls für das Unternehmen. Nach dem Tod der Mutter 1909 entwarf sie für die Firma des Vaters Puderdosen, Bonbonnieren, später Vasen und andere Dekorationsgegenstände. Bereits in jungen Jahren arbeitete sie auch für Porzellanmanufakturen, für die Manufacture royale de porcelaine de Sèvres. Nach der Hochzeit mit dem Künstler Paul Haviland, dessen Vater eine Porzellanmanufaktur in Limoges besaß, pflegte sie regen Kontakt in Künstler- und Schriftstellerkreisen. Abseits der Firma Lalique arbeitete sie im Bereich der Malerei, Textilkunst und wurde ab 1937 für ihre Entwürfe von Kulissen und Kostümen bekannt.
Lalique konzentrierte sich in den 1920er Jahren auf die halbmaschinelle Herstellung von Pressglas. Charakteristische Produkte für diese Schaffensperiode waren kunstvolle Aschenbecher, die besonders von Frauen geschätzt wurden sowie Kühlerfiguren für die Automarken Citroën, Bentley, Bugatti, Hispano-Suiza, Rolls-Royce und Voisin.
Auf der Kunstgewerbeausstellung von 1925 in Paris wurde erstmals die Bezeichnung Art Déco für jenen Stil verwendet, dem sich viele der seit 1920 von Lalique hergestellten Produkte zuordnen lassen.
Lalique entwarf neben kleinen Dekorationsobjekten auch Kirchenfenster, Altarfiguren und monumentale Objekte, wie den Springbrunnen auf dem Champs-Élysées, der 1958 abgebaut wurde und später verschwunden ist. Zu den bedeutendsten Arbeiten zählen die Chorfenster, Tabernakel und die Altarfiguren der Kirche Notre Dame de Fidélité in Douvres la Délivrandes (Calvados) und die Fenster von St. Nicaise in Reims sowie in der St. Matthew’s Church auf Jersey.
In den 1920/30er Jahren fertigte Lalique Ausstattungen für Ozeandampfer wie die Paris, Île-de-France und die Normandie, Glasleuchten und auch Dekorationsstoffe von Suzanne Lalique. Er stattete auch Wagons von Luxuszügen wie den Côte d’Azur Pullman Express mit Glas und Stoffen sowie Paneelen aus. Ein Wagon dieser Baureihe diente als Vorbild für den Salonwagen im Film Mord im Orient-Expreß (1974) von Sidney Lumet.

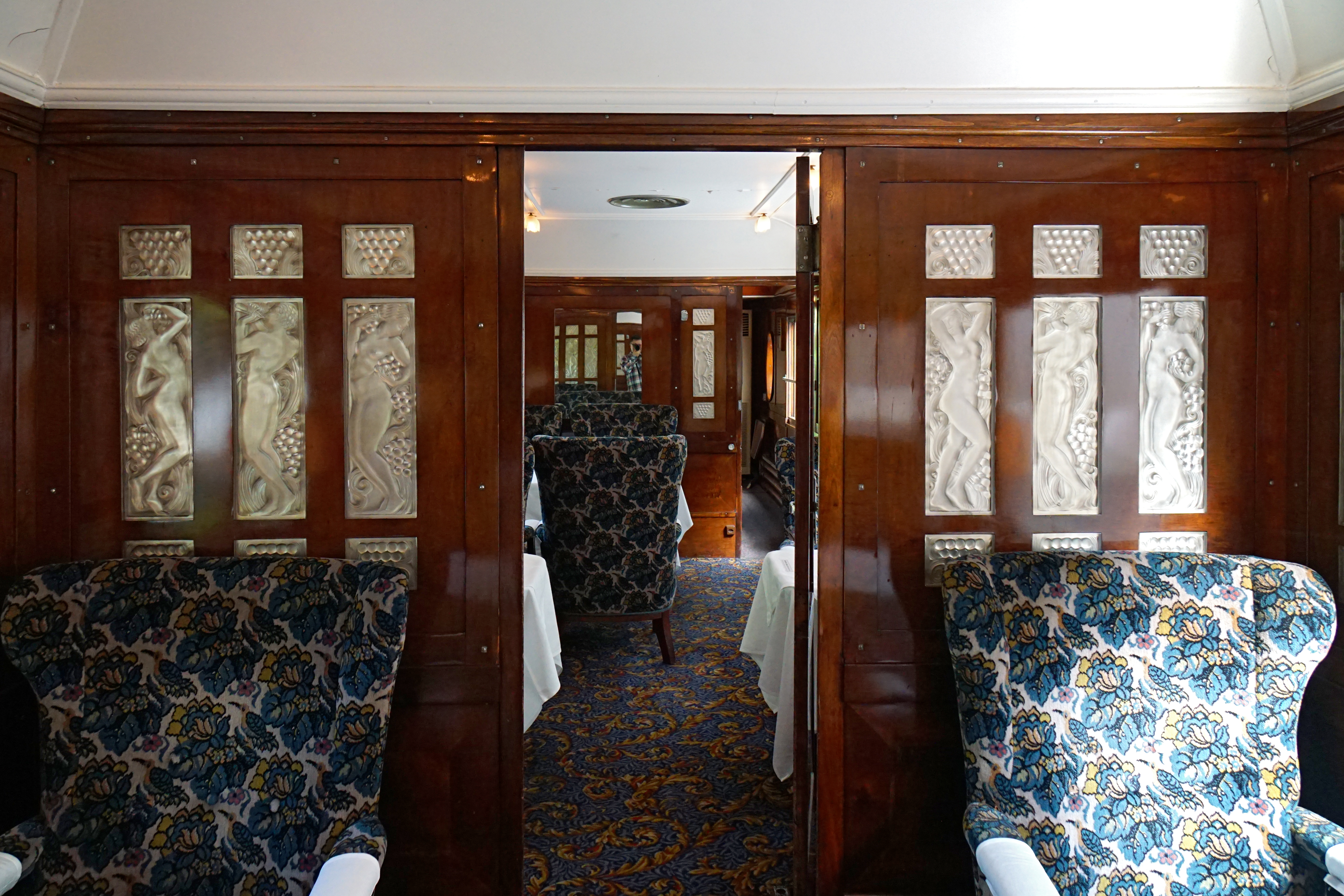
Pullman Wagon mit Glastrennscheiben von René Lalique

Seit 1935 unterhält das Unternehmen seinen Hauptsitz in der Pariser Rue Royale Nr. 11. Im Jahr 1940 wurde die Fabrik von der deutschen Besatzungsmacht beschlagnahmt.

### Lalique unter der Leitung von Marc Lalique (1945 bis 1977)

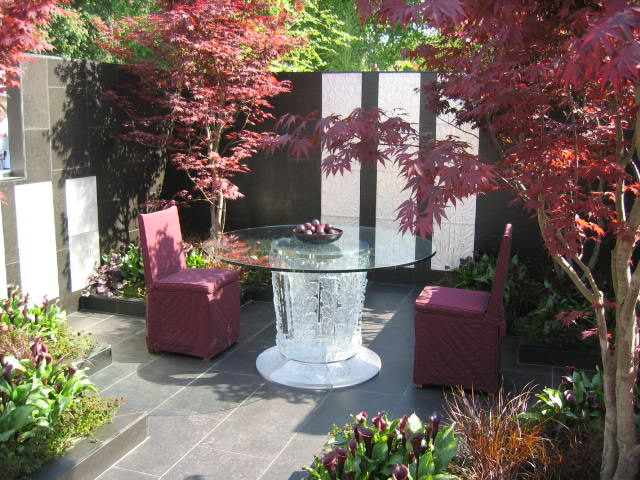
Gartentisch aus Lalique-Kristall

Renés Sohn Marc Lalique (1900–1977) trat bereits 1922 nach einer Ausbildung an der École Nationale des Arts Décoratifs in Paris in die Firma ein. Sowohl als Techniker als auch als Designer trug er zum Erfolg der Firma bei. Nach dem Tod von Réne Lalique übernahm er 1945 die Führung des Unternehmens. Marc Lalique modernisierte die Manufaktur, verzichtete ganz auf normales Glas zu Gunsten des Bleikristalls, um das Material schwerer und matter zu machen. Er gestaltete bekannte Objekte wie den Parfümflakon von L’Air du Temps  für Nina Ricci und den Kaktus-Tisch. Die Firma Lalique schloss in dieser Zeit zu den bekanntesten Kristallfabriken auf.

### Lalique unter der Leitung von Marie-Claude Lalique (1977 bis 1994)
Marie-Claude Lalique (1935–2003), die Tochter von Marc, übernahm die Führung der Firma 1977 nach dessen Tod. Sie hatte ihren Abschluss der Ecole Nationale Superieure des Arts Decoratifs de Paris. Unter ihrer Leitung führte Lalique die Tradition fort, und sie hielt die Kollektion mit ihren eigenen Entwürfen aktuell. Marie-Claude Lalique achtete auf die kreativen Tendenzen und Strömungen ihrer Zeit. Sie brachte Farbe in die Glaskollektion, die bis zu dieser Zeit meist aus durchsichtigem oder satiniertem Glas gefertigt wurde. Ihre Entwürfe waren bevorzugt von der Natur inspiriert. Gleichzeitig verantwortete sie unter ihrem Management die Ausweitung des Geschäftsfeldes auf andere Luxusgüter: Sie führte die Parfümsparte in das Unternehmen ein, legte wieder ein größeres Augenmerk auf die Schmuckkollektionen und spezielle Editions-Stücke, wie Seidentücher und Handtaschen.

### Verkauf an Pochet 1994
1994 wurde das Familienunternehmen an den französischen Glashersteller Pochet verkauft. Pochet S. A. war 1623 als Verreries du Courval gegründet worden und firmiert seit 1928 unter dem jetzigen Namen. Sie ist auf Kirchenfenster und Parfümflakons spezialisiert und besaß seit den 1950er Jahren bereits einen Aktienanteil von 9,4 % an Lalique. Ende der 1990er Jahre kam es infolge wirtschaftlicher Schwierigkeiten, insbesondere in Asien und Südamerika, zu finanziellen Verlusten. Pochet reagierte auf die fallenden Umsatzzahlen mit einem weltweiten Ausbau der Lalique-Shops. Anfang des 21. Jahrhunderts besaß Lalique über 70 Stores weltweit.
2008 verkaufte Pochet die damalig defizitäre Gruppe an das Schweizer Unternehmen Lalique Group (ehemals Art & Fragrance SA).

### Lalique seit 2008

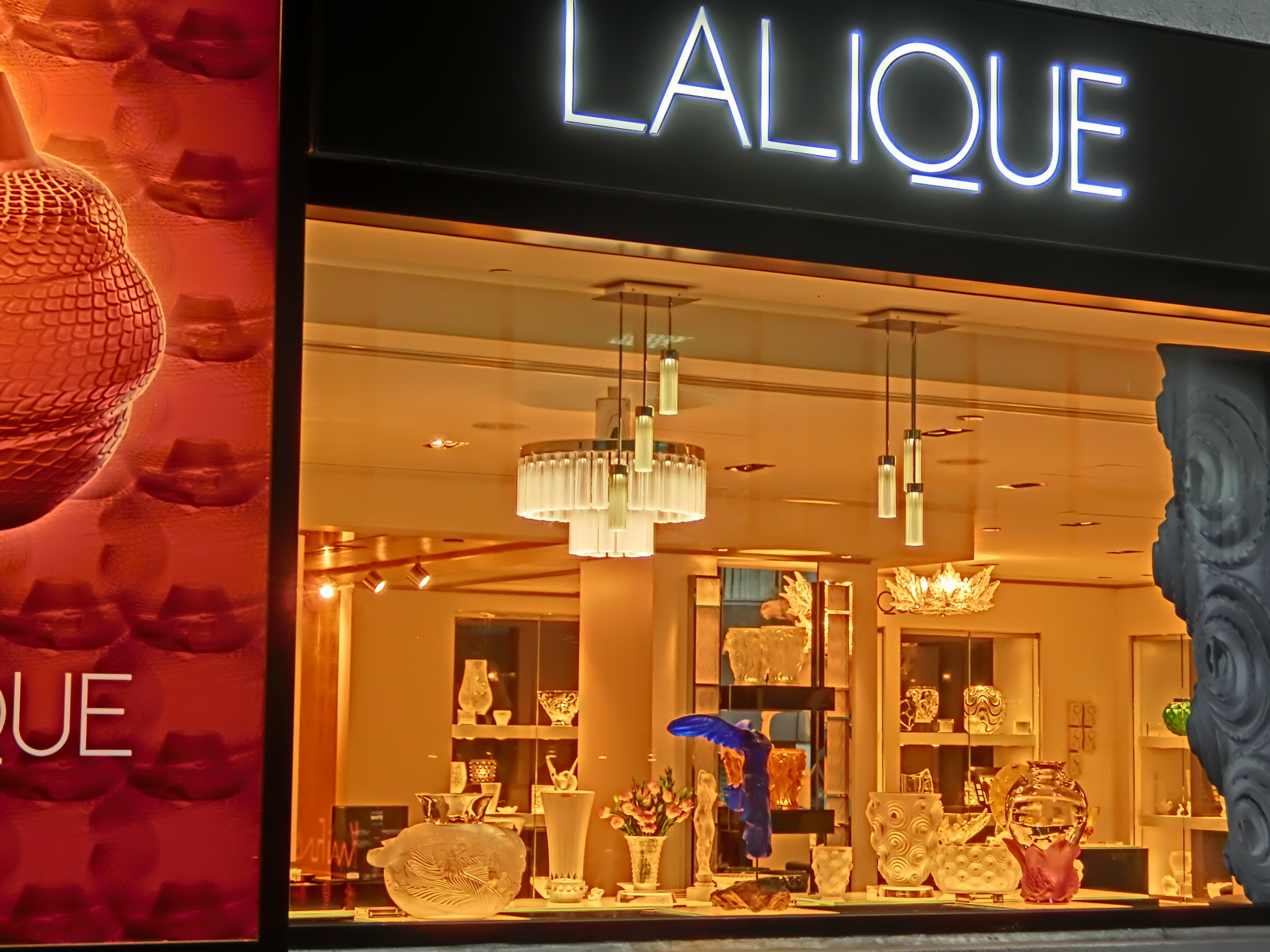
Lalique Shop in Hong Kong (2013)

Seit Übernahme durch Lalique Group (ehemals Art & Fragrance SA) im Februar 2008 liegt die Unternehmensleitung beim Schweizer Unternehmer Silvio Denz, Hauptaktionär der Lalique Group. Seit Januar 2011 besitzt Lalique Group 95 % des Kapitals. Mit Investitionen am Produktionsstandort Wingen-sur-Moder und Erweiterung des Produktprogramms konnte das Unternehmen 2011 erstmals wieder einen Gewinn erwirtschaften.
Im Jahr 2012 wurde 47 % des Art & Fragrance-Umsatz von CHF 111 Mio. mit Lalique Crystal, 4 % mit Lalique Schmuck und 15 % mit Lalique Parfums erzielt.
Im September 2015 eröffnete das Unternehmen die Villa René Lalique – ein luxuriöses Hotel und Restaurant im elsässischen Wingen-sur-Moder. Die Villa wurde 1920 für René Lalique erbaut und seit Januar 2016 gehört diese zur internationalen Hotelvereinigung Relais & Châteaux.
Im Jahr 2016 erzielte das Unternehmen Lalique Group einen Umsatz von EUR 123,6 Mio., das Segment Lalique einen Umsatz von EUR 81,0 Mio. Vom Konzernumsatz wurden 29 % mit Lalique Dekorationsobjekte, 20 % mit Lalique Parfüm und Raumdüfte und 8 % mit Inneneinrichtung erzielt (restlicher Anteil: Schmuck, Kunst, Villa René Lalique).

## Produktprogramm
Neben der Neuauflage von traditionellen Lalique-Modellen ist das Unternehmen bestrebt, mit zeitgenössischen Entwürfen einen weiteren Schwerpunkt zu setzen. Zusammen mit verschiedenen Künstlern, wie Jean Michel Jarre oder dem Weinkritiker James Suckling wurden limitierte Editionen von Lautsprechern und Gläserserien entworfen. 2013 wurde die Tradition der Herstellung von gläsernen Kühlerfiguren wieder aufgegriffen und das Flying B für Bentley entworfen.
Die Parfüms der Firma werden heute von großen Kosmetikketten, wie der Parfümerie Douglas angeboten. Die limitierten Auflagen, beispielsweise der Serien Libellule, Lalique for Bentley, Fleur de Cristal oder Hommage à l’homme in exklusiven Lalique-Flakons, die teilweise mehrere tausend Euro kosten können, sind dagegen meist nur in speziellen Lalique-Stores und Parfümerien erhältlich.
Daneben fertigt Lalique auch besonders hochwertige Spirituosen-Flaschen in Handarbeit, etwa Whiskey-Flaschen für The Macallan oder Tequilla-Flaschen für Patrón.

## Museen
Zahlreiche Museen für Angewandte Kunst zeigen Entwürfe des Unternehmens, unter anderem das Metropolitan Museum of Art und Corning Museum of Glass. Größere Sammlungen finden sich im Museu Calouste Gulbenkian in Lissabon, im Pariser Museum Les Arts Décoratifs, im Lalique-Museum in Hakone, im Schmuckmuseum Pforzheim sowie im Museum für Kunst und Gewerbe in Hamburg. Seit dem 1. Juli 2011 betreibt das Unternehmen selbst ein Museum in Wingen-sur-Moder. In diesem Museum sind neben den Entwurfszeichnungen René Laliques, den Schmuckstücken, den Parfümflakons, Kronenleuchtern und Glasskulpturen der frühen Firmengeschichte auch die großdimensionalen Kristallobjekte Marc Laliques ausgestellt.